# 南風號列車
南風號列車（日语：なんぷう）是四國旅客鐵道（JR四國）、土佐黑潮鐵道、西日本旅客鐵道（JR西日本）運行的特急列車，運行
於岡山站和高知站之間，途徑瀨戶大橋線、予讚線、
土讚線的特急列車，是連接本州和高知縣的交通大動脈，於1972年開始運行，是四國最初的特急列車之一。

## 概要
1972年3月15日，隨著新大阪站與岡山站之間山陽新幹線開通而進行時刻表修改，特急「南風」開始在高松站與中村站之間運行。與潮風號一起為四國最早的特急列車。可以通過宇部-高松的高速連接船（宇高連結船）在宇野站乘搭臥舖特急瀨戶號。
1988年4月10日，本四備讃線開通，部分班次改為從岡山站出發，被改為L特急。從高松站出發和到達的列車逐漸減少，並把高松站發車的班次更名為「四萬十」。
1989年3月引進擺式2000系氣動車縮短行駛時間，1997年開始直通土佐黑潮鐵道宿毛線。「南風」的名稱最初是在1950年10月1日公開投票把「南風」使用在高松桟橋站與須崎站之間的準急列車上。1965年10月改為急行列車，1968年10月併入「足摺」，改名為「南風」。

## 運行概況
截至2021年3月13日，岡山站-高知站間有14往復。
有其中2往復與德島站-岡山站的「渦潮」拼接運轉，「南風」編組位於高知側。如果合併「渦潮」，「渦潮」會先進入宇多津站，而「南風」就在站前的信號站等待。
也的也有3往復與高松站-高知站的「四萬十」拼接運轉。如果合併「四萬十」時，「南風」先進入宇多津站，而「四萬十」就在站前的信號站等待。
沒有拼接「四萬十」的「南風」會在宇多津站、丸龜站或多度津站與高松站出發和到達的快速「Sunport高松南風接力」拼接運轉。
截至2019年3月15日運行的岡山站至宿毛站最快時間約為4小時35分鐘，行駛路程為318.0公里，是日本第9長特急列車和JR四國運行的最長的特急列車。

### 停靠車站
岡山站-兒島站-宇多津站-丸龜站-多度津站-善通寺站-琴平站-阿波池田站-大歩危站-（大杉站）-土佐山田站-後免站-高知站
- （ ）車站只有一部分列車停靠。

- 下行1・3・19〜27號/上行2・4・10・16・24〜28號停靠大杉站。

### 使用車輛、編組
列車使用JR四國2700系柴聯車。基本編組為3兩編組。週末客流量大時會取消連結「四萬十」並增大至4兩編組。

#### 過去使用車輛
- 2000系：1990年7月30日 - 2021年3月12日
- kiha185系：1986年11月1日 - 1991年11月21日
- kiha181系：1972年3月15日 - 1990年11月20日

## 外部連結
- 車両情報＜2000系特急気動車＞（页面存档备份，存于） - 四国旅客鉄道
- アンパンマン列車（页面存档备份，存于） - 四国旅客鉄道
- 特急車両2000系 - 土佐くろしお鉄道
- 特急「南風」「あしずり」アンパンマン列車 - 土佐くろしお鉄道
- Template:外部リンク/JR西日本車両案内